# Terreur à Hadleyville
Pour plus de détails, voir Fiche technique et Distribution.
Terreur à Hadleyville ou Le Retour de Will Kane (High Noon, Part II: The Return of Will Kane) est un téléfilm américain réalisé par Jerry Jameson, sorti en 1980.
Il s'agit de la suite du film Le train sifflera trois fois.

## Fiche technique
- Titre original : High Noon, Part II: The Return of Will Kane
- Titre français : Terreur à Hadleyville ou Le Retour de Will Kane
- Réalisation : Jerry Jameson
- Scénario : Elmore Leonard
- Photographie : Harry J. May
- Montage : Lee Burch
- Pays de production : États-Unis
- Format : Couleurs - 1,33:1 - Mono
- Genre : western
- Durée : 96 minutes
- Date de diffusion : 1980

## Distribution
- Lee Majors : Will Kane
- David Carradine : Ben Irons
- Pernell Roberts : Marshal J.D. Ward
- Katherine Cannon (en) : Amy Kane
- Michael Pataki : Darold
- M. Emmet Walsh : Harold Patton
- Frank Campanella : Dr. Losey
- J. A. Preston (en) : Alonzo
- Tracey Walter : Harlan Tyler
- Britt Leach (en) : Virgil